# 23176 Missacarvell
23176 Missacarvell là một tiểu hành tinh vành đai chính với chu kỳ quỹ đạo là 1634.8966139 ngày (4.48 năm).
Nó được phát hiện ngày 7 tháng 5 năm 2000.